# Granulodiplodia
Granulodiplodia är ett släkte av svampar. Granulodiplodia ingår i familjen Botryosphaeriaceae, ordningen Botryosphaeriales, klassen Dothideomycetes, divisionen sporsäcksvampar och riket svampar.
|                 | Fusicoccum                                     |
|                 |                                                |
|                 | Diplodia                                       |
|                 |                                                |
|                 | Macrophoma                                     |
|                 |                                                |
|                 | Dothiorella                                    |
|                 |                                                |
|                 | Macrophomina                                   |
|                 |                                                |
|                 | Microdiplodia                                  |
|                 |                                                |
|                 | Phyllostictina                                 |
|                 |                                                |
|                 | Phyllosticta                                   |
|                 |                                                |
|                 | Thyrostroma                                    |
|                 |                                                |
|                 | Aplosporella                                   |
|                 |                                                |
|                 | Botryosphaeria                                 |
|                 |                                                |
|                 | Guignardia                                     |
|                 |                                                |
|                 | Neofusicoccum                                  |
|                 |                                                |
|                 | Dichomera                                      |
|                 |                                                |
|                 | Sivanesania                                    |
|                 |                                                |
|                 | Phomatosphaeropsis                             |
|                 |                                                |
| Granulodiplodia | \| \| Granulodiplodia granulosella \| \| \| \| |
|                 | \| \| Granulodiplodia granulosella \| \| \| \| |
|                 | Discochora                                     |
|                 |                                                |
|                 | Phaeobotryon                                   |
|                 |                                                |
|                 | Auerswaldiella                                 |
|                 |                                                |
|                 | Otthia                                         |
|                 |                                                |
|                 | Montagnellina                                  |
|                 |                                                |
|                 | Phaeobotryosphaeria                            |
|                 |                                                |
|                 | Lasiodiplodia                                  |
|                 |                                                |
|                 | Leptoguignardia                                |
|                 |                                                |
|                 | Neodeightonia                                  |
|                 |                                                |
|                 | Saccharata                                     |
|                 |                                                |
|                 | Neoscytalidium                                 |
|                 |                                                |
|                 | Pseudofusicoccum                               |
|                 |                                                |
|                 | Granulodiplodia granulosella                   |
|                 |                                                |

|  | Granulodiplodia granulosella |
|  |                              |